# Social selling
Il Social selling è il modo in cui un'azienda o un professionista utilizza i social media ed il potere del network per creare relazioni e per raggiungere, o meglio superare, gli obiettivi di vendita prefissati. Attraverso i social network più diffusi si costruisce con i clienti potenziali dei solidi rapporti di fiducia, concentrandosi sui loro gusti e coinvolgendoli con approfondimenti, notizie e informazioni utili. 
Solitamente viene utilizzato come strumento sui vari social, quali: LinkedIn, Twitter, Facebook, Pinterest, ma funziona anche in modalità offline.
I Social Media non solo altro che uno strumento per farsi conoscere e creare il proprio "marchio" ossia il cosiddetto "Brand Building", reperendo e coinvolgendo il potenziale cliente.
Il metodo è quello di condividere contenuti rilevanti, interagendo direttamente con i potenziali clienti. Sta cominciando ad ottenere grande popolarità in diversi contesti imprenditoriali soprattutto nel B2B (business-to-business).
Molte aziende utilizzano varie di queste tecniche sia nel B2B che in quello Consumer (business-to-consumer). 
Non dev'essere confuso con il social marketing.
- Il social selling[2][3] è diretto alla vendita professionale più che al marketing;
- Il selling ha come obiettivo quello di fidelizzare il potenziale cliente mantenendo una diretta relazione con questi, anche dopo il processo di acquisizione/vendita.

Come in tutti i processi di fidelizzazione, relazione e interazione nella vendita, anche il Social Selling ha i suoi pro e i suoi contro.

## Sviluppo del Social Selling
Da una ricerca scientifica effettuata dall'Università British Columbia, Nigel Edelshain, coniò il termine sales 2.0 da quella già conosciuta web 2.0 sviluppata nel 2006, analizzando la stretta connessione e similitudine tra "venditore" e "compratore", notando quanto tra questi esisteva un legame per gli stessi interessi e come i "social" permettessero in maniera più diretta questa connessione.
La differenza sostanziale rispetto ad una "vendita" tradizionale è che chi utilizza il social selling è soprattutto per incrementare il suo ritorno d'investimento, conosciuto come ROI.
I social diventano lo strumento di analisi per conoscere i gusti dei potenziali clienti, capire cosa cercano o cosa vorrebbero ed infine interagire ed iniziare il processo complesso della vendita.
Il problema sostanziale del Social Selling è che la vendita sui social spesso può essere considerato spam, se non ben controllata e gestita, ma questo è strettamente connesso all'importanza e alla forza del proprio Brand e quindi alla capacità e possibilità di "spingere" il cliente ad acquistare un prodotto o servizio.